# اوسو (میشیگان)
اوسو، میشیگان (به انگلیسی: Owosso, Michigan) یک شهر در ایالات متحده آمریکا با جمعیت ۱۵٬۱۹۴ نفر است که در میشیگان واقع شده‌است.

## موقعیت جغرافیایی
موقعیت جغرافیایی شهرها و مناطق اطراف به شرح زیر است: